# کن و سولقان

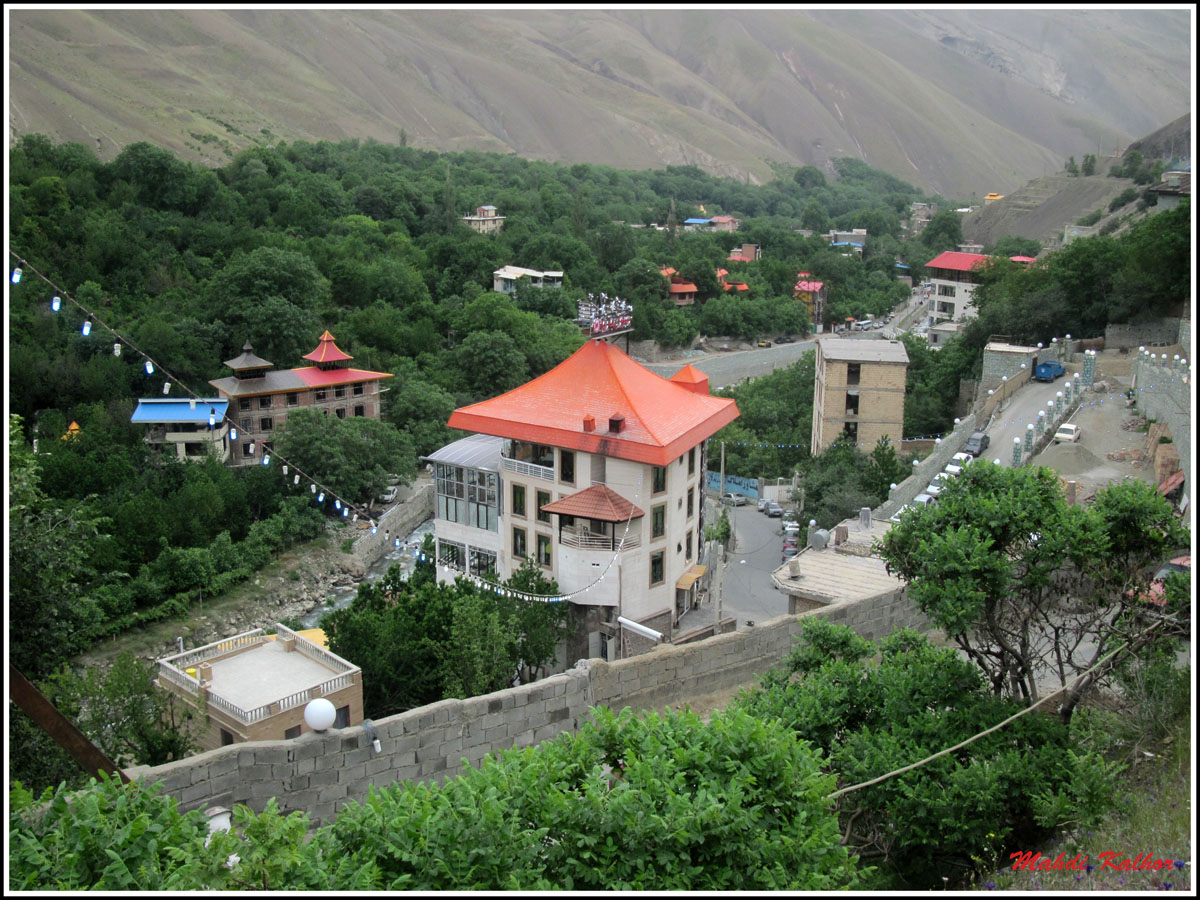
نمایی از روستای سولقان

کَن و سولَقان نام دو روستای شمال غربی تهران است که اصولاً بین عوام مردم تهران با هم آورده می‌شود. کَن در گذشته از روستاهای اطراف تهران و ری بوده و الان جزئی از منطقه پنج تهران است.

## گالری تصاویر

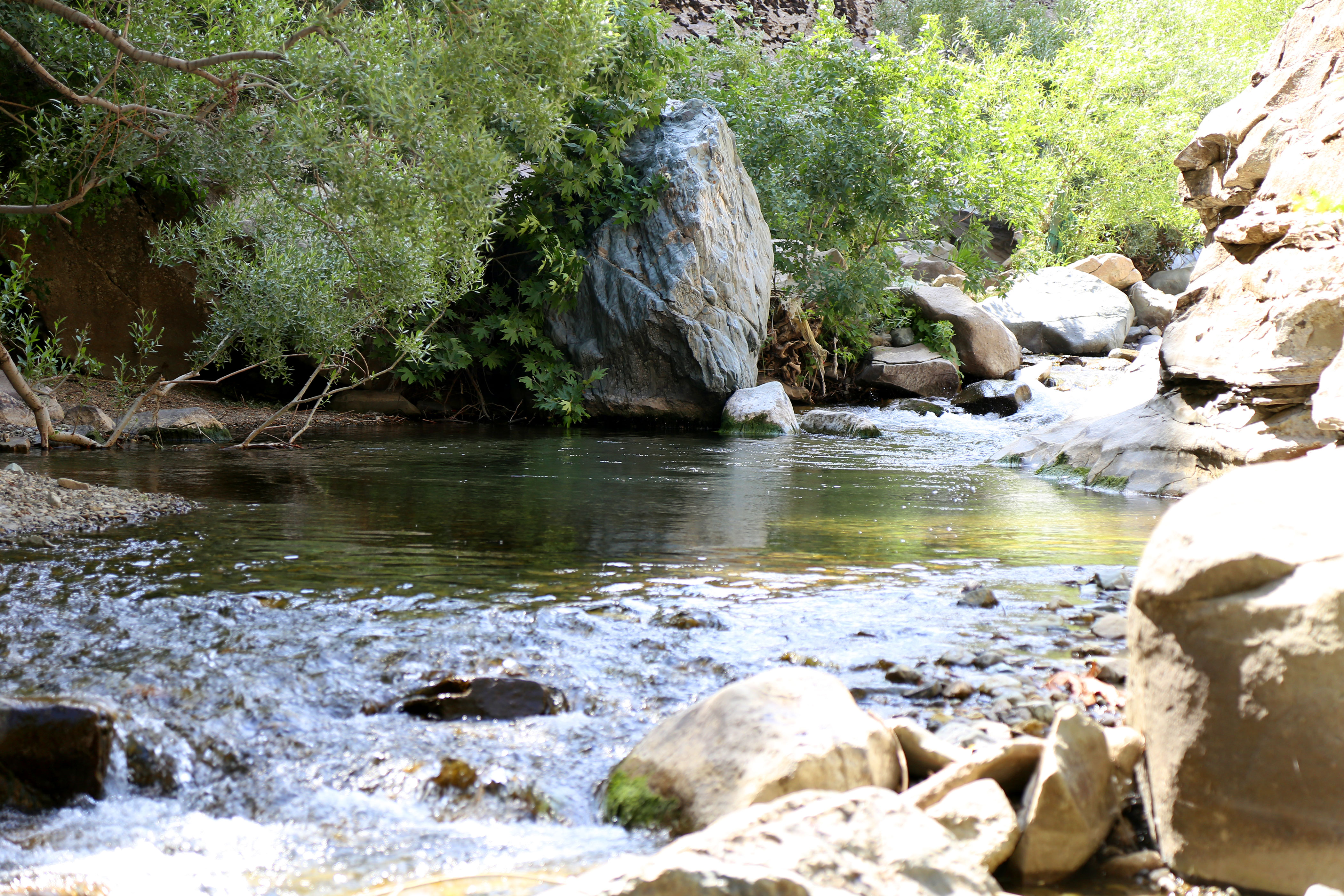
چال ماهی، کن، تهران
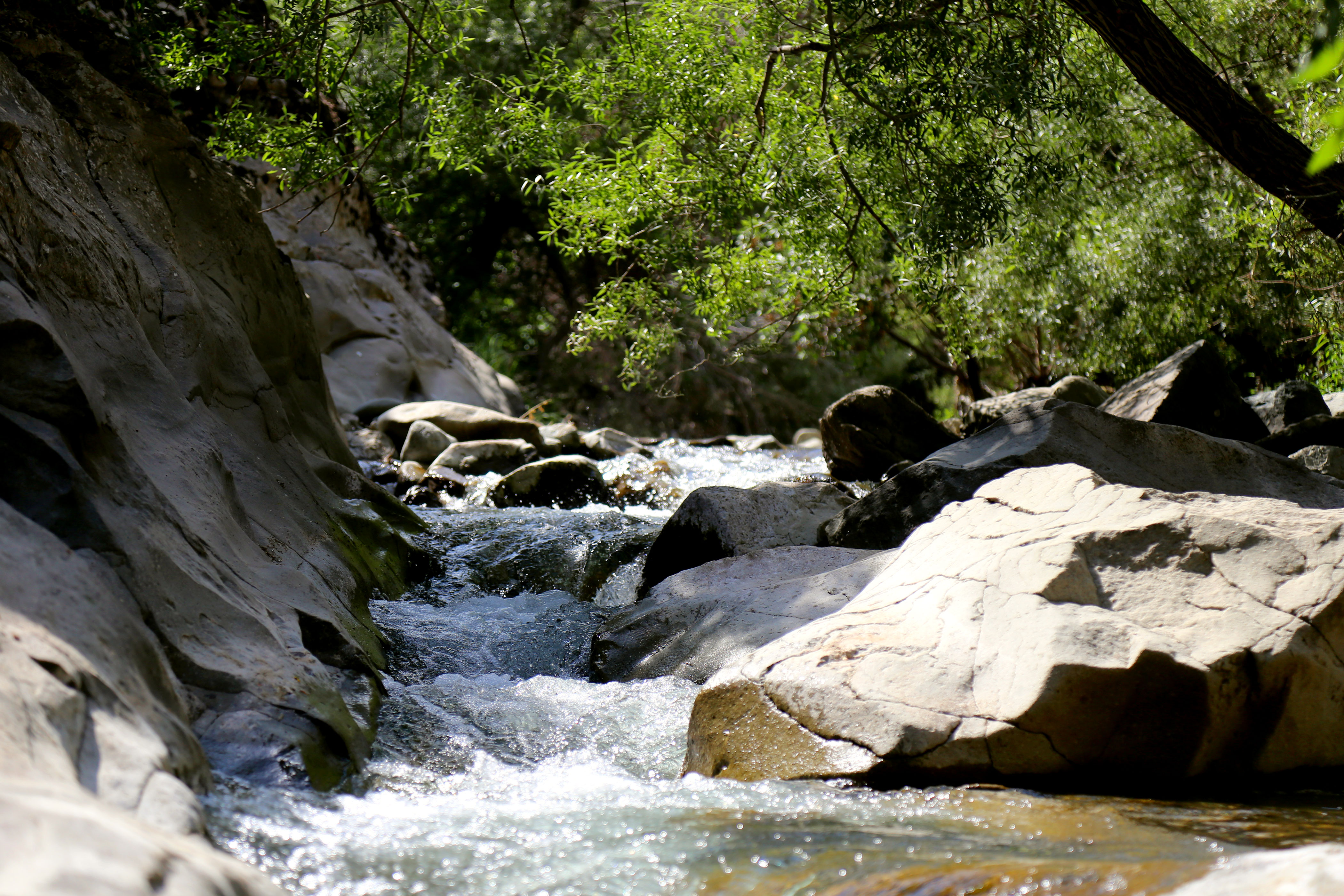
چال ماهی، کن، تهران
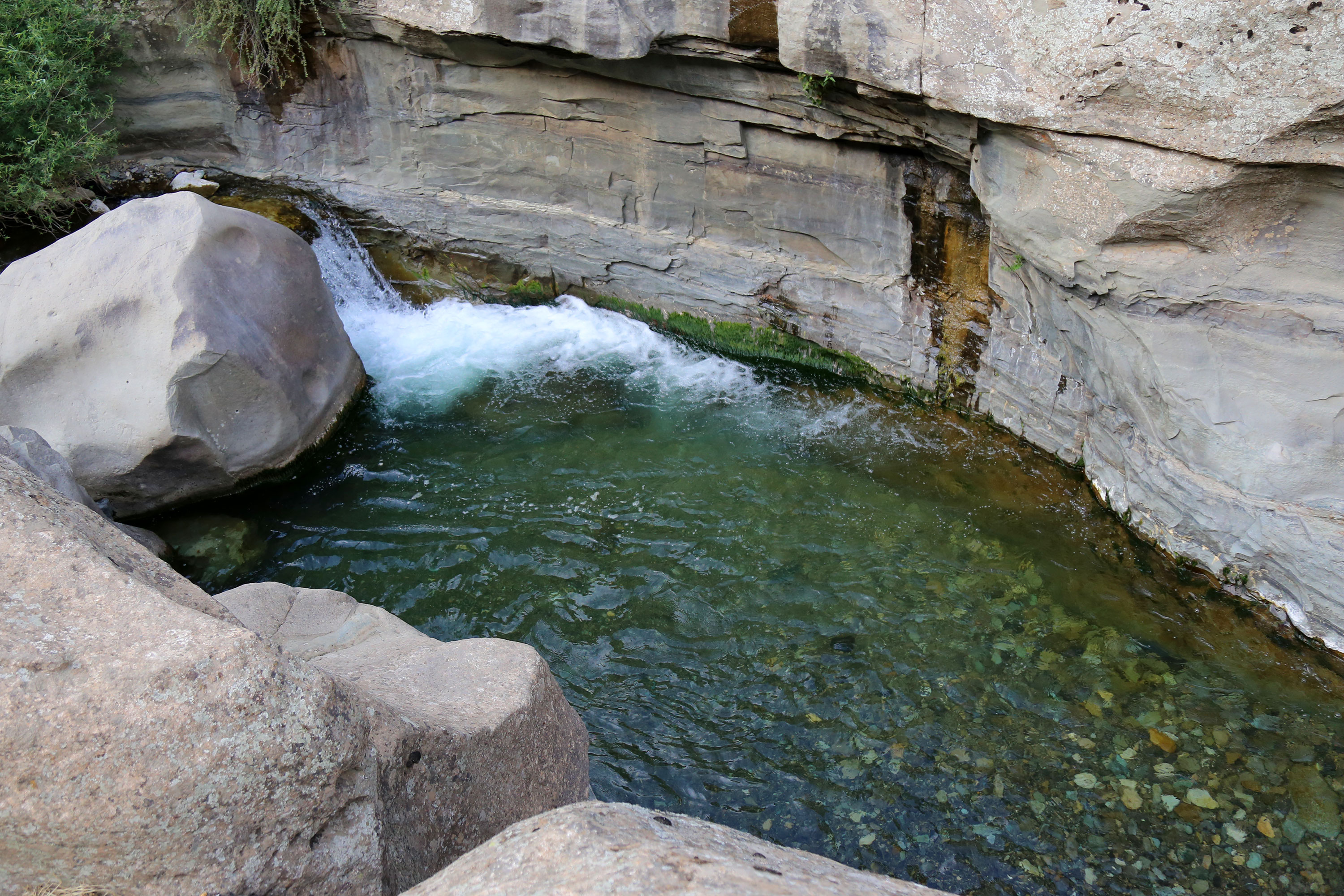
چال ماهی، کن، تهران
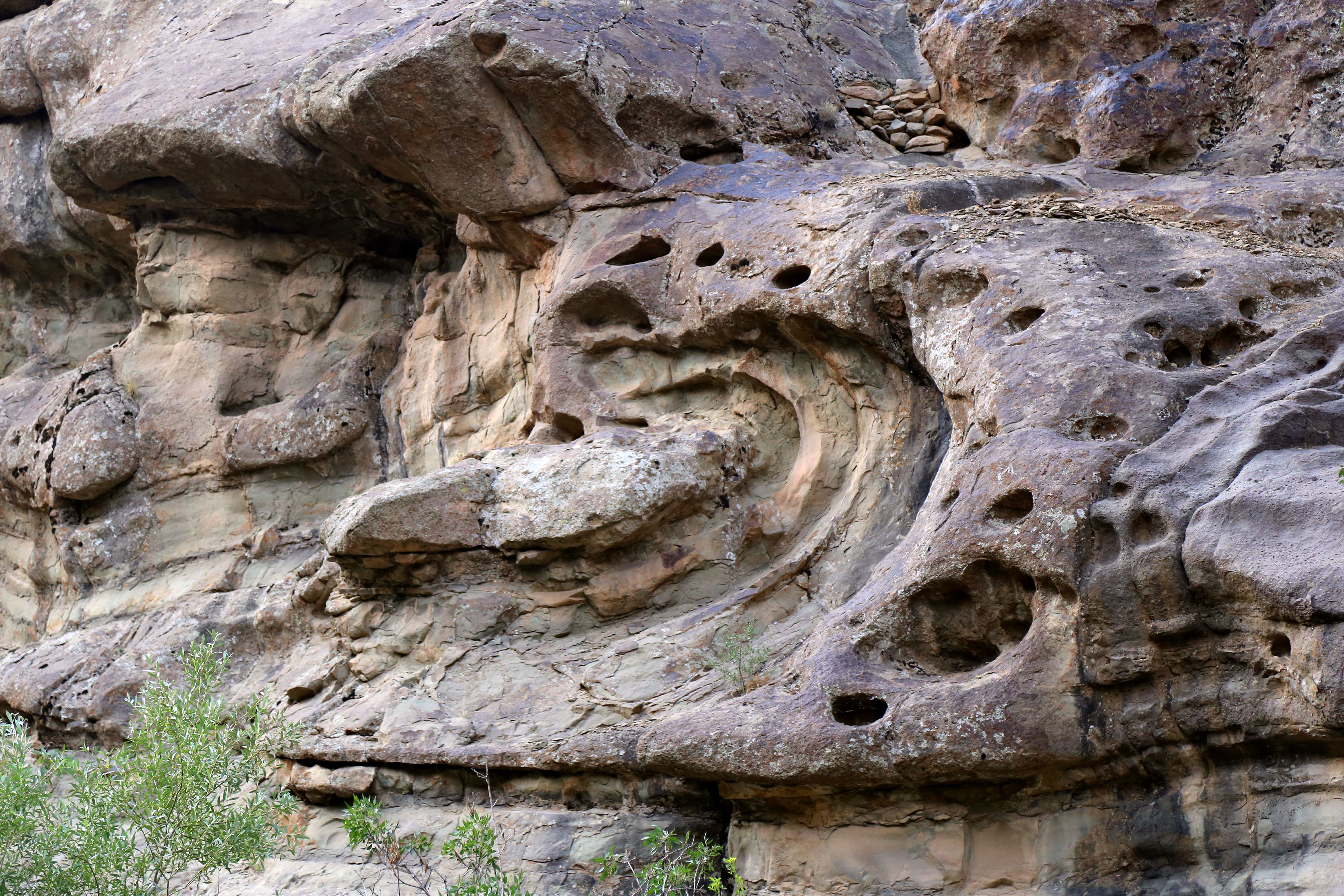
چال ماهی، کن، تهران